# 遠藤亀若
遠藤 亀若（えんどう かめわか、天保5年11月3日（1834年12月3日） - 天保5年12月22日（1835年1月20日））は、江戸時代後期の近江三上藩遠藤家の人物である。
天保5年（1834年）11月3日、三上藩の第5代藩主・遠藤胤統の子として大坂城玉造口御定番上屋敷で生まれる。しかし12月22日に大坂城玉造口御定番下屋敷で夭折した。享年1。戒名は天華院殿幼光芳雪大童子。墓所は滋賀県三上村の宗泉寺。